# Contea di Sullivan (New York)
La contea di Sullivan, in inglese Sullivan County, è una contea del sud-est dello Stato di New York negli Stati Uniti. Il capoluogo di contea è Monticello.

## Geografia fisica
La contea si trova nel sud dello Stato, al confine con la Pennsylvania. Il confine con la Pennsylvania è formato dal fiume Delaware. Il territorio è collinare nel sud-ovest, per poi diventare montuoso nell'area settentrionale e sud-orientale. Raggiunge la massima elevazione di 950 metri nell'area nord-orientale che rientra nel parco dei monti Catskill. A nord scorre il fiume Callicoon diviso nei due rami che si congiungono poco prima della foce nel Delaware. A oriente scorre il fiume Basher ed il confine sud-orientale è segnato dal Shawangunk che scorre verso la valle dell'Hudson. I laghi, sia naturali che artificiali, sono molto numerosi.

### Contee confinanti
- Contea di Ulster - nord-est/est
- Contea di Orange - sud-est
- Contea di Pike (Pennsylvania) - sud-ovest
- Contea di Wayne (Pennsylvania) - ovest
- Contea di Delaware - nord-ovest

## Storia
L'area dell'attuale contea ha fatto parte della contea di Ulster fin dal 1683 e ne è stata separata nel 1809. Il nome deriva da quello di John Sullivan, generale dell'esercito continentale che combatté nella guerra d'indipendenza.
Dal 15 al 18 agosto del 1969 in una fattoria di Bethel si tenne il famoso festival di Woodstock.

## Comuni

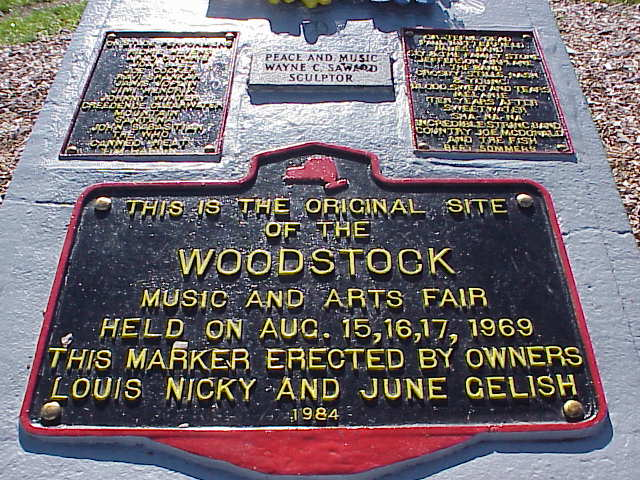
Targa commemorativa del Festival di Woodstock

| - Bethel - town - Bloomingburg - village - Callicoon - town - Cochecton - town - Delaware - town - Fallsburg - town - Forestburgh - town | - Fremont - town - Highland - town - Jeffersonville - village - Liberty - town - Lumberland - town - Mamakating - town - Monticello (capoluogo) - village | - Neversink - town - Narrowsburg - cdp - Rockland - town - Thompson - town - Tusten - town - Woodridge - village - Wurtsboro - village |